# 태화중학교
태화중학교(太和中學校)는 대한민국 울산광역시 남구 야음동에 있는 공립 중학교이다.

## 학교 연혁
- 1984년 1월 30일 : 함월중학교 설립인가(8학급)
- 1984년 3월 1일 : 태화중학교 교명 변경, 개교
- 2005년 7월 19일 : 현 교사로 이설
- 2011년 3월 1일 : 타기관지정 저작권 연구학교 운영(2년간)
- 2013년 3월 4일 : 태화도서관 개관
- 2022년 3월 1일 : 제19대 서정년 교장 취임
- 2023년 1월 4일 : 제37회 졸업식(72명, 총 13,886명)
- 2023년 3월 2일 : 제40회 입학식(41명)

## 참고 자료
- 태화중학교 - 한국교육학술정보원 학교알리미